# Fürst (Weichsel)

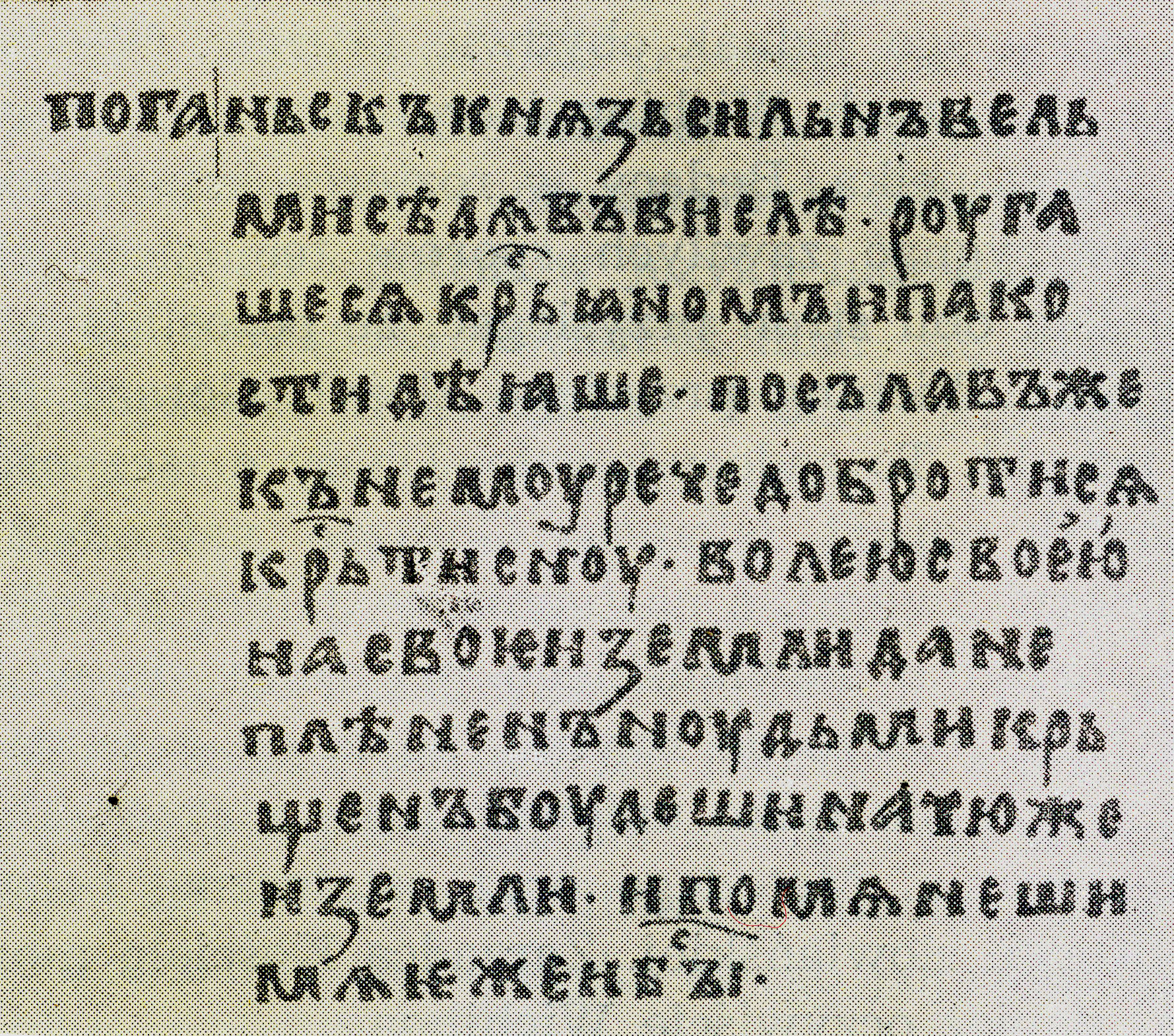
„Fürst an der Weichsel“ in Leben des heiligen Method

Der Fürst an der Weichsel war ein regionaler Herrscher im südöstlichen Polen im 9. Jahrhundert.
Für um 880/890 ist ein Gespräch des mährischen Missionars und Erzbischofs Methodios mit einem „sehr starken heidnischen Fürsten an der Weichsel“ überliefert, in dem dieser wahrscheinlich bekehrt werden sollte. Sein Name wurde nicht genannt. Er herrschte in dieser Zeit also über ein Gebiet an der oberen Weichsel, wahrscheinlich um Krakau. Dieses gehörte offenbar zum Mährerreich.